# Bernice Johnson Reagon
Bernice Johnson Reagon   (comtat de Dougherty, 4 d'octubre de 1942 - Washington DC, 16 de juliol de 2024) va ser una cantant, compositora i activista estatunidenca.

## Biografia
Bernice fou membre fundadora del quartet The Freedom Singers. L'any 1973 va fundar el conjunt a cappella Sweet Honey in the Rock, a Washington DC. També va ser part del Moviment d'Albany, una coalició de dessegregació iniciada a la ciutat d'Albany. Reagon va dedicar la seva vida a reclamar la justícia social a través de la seva música i de l'activisme, cercant defensar els drets civils de les comunitats afroamericanes al seu país.
Es va doctorar a la Universitat Howard i era membre emèrit de la Facultat d'Història de la Universitat Americana de Washington. També va rebre un doctorat honorari de música del Berklee College of Music.
L'any 1963 es va casar amb Cordell Reagon, que també formava part de The Freedom Singers. La seva filla Toshi Reagon també és cantant i compositora. Reagon va manifestar que «els desafiaments de la vida no han de paralitzar-te, suposadament són per a ajudar a trobar-te amb tu mateix. La comunitat negra ha creat el seu propi món. Els afroamericans han de fer ús de tot el seu territori a disposició. I aquest territori no es representa en una àrea, sinó en la cultura».